# Leonardo Jardim
José Leonardo Nunes Alves Sousa Jardim (sinh ngày 1 tháng 8 năm 1974 đến từ Barcelona ở Venezuela) là một huấn luyện viên bóng đá người Bồ Đào Nha.